# Мукденский дворец
Мукденский дворец (кит. трад. 瀋陽故宮, упр. 沈阳故宫) — дворец первых императоров Маньчжурской династии Китая — Нурхаци и Абахая. Заложен Нурхаци в 1625 году в Шэньяне (он же Мукден; исторически Южная Маньчжурия, к северо-востоку от Пекина). Первые здания по архитектурному решению напоминали юрты. К 1631 году строительство дворцового комплекса с учётом дополнительных построек Абахая в основном завершилось. Это комбинация элементов маньчжурской, китайской и тибетской архитектуры.
После завоевания Пекина в 1644 году император переехал в Запретный город, однако он и его наследники продолжали ежегодно посещать Мукден.
В 1780 году дворцовый комплекс был расширен императором Цяньлуном и приобрёл в большей степени облик традиционного китайского дворцового комплекса.
В 1900 году дворец был занят российской армией под командованием Деана Субботича, направленной против повстанцев-ихэтуаней.
В 1955 году объявлен национальным музеем. В 2004 году вошёл в число памятников Всемирного наследия ЮНЕСКО как часть комплексного объекта «Дворцы императоров династий Мин и Цин в Пекине и Шэньяне».